# 三法印
三法印（さんぼういん）は、仏教において三つの根本的な理念（仏法）を示す仏教用語である。
1. 諸行無常印（梵: anityāṃ sarvasaṃskārāṃ[2]）-「すべての現象（形成されたもの）は、無常（不変ならざるもの）である」
2. 諸法無我印（梵: sarvadharmā anātmānaḥ[2]）-「すべてのものごと（一切法）は、自己ならざるものである」
3. 涅槃寂静印（梵: śāntaṃ nirvāṇaṃ[2]）-「ニルヴァーナは、安らぎである」

法印（ほういん、梵: dharmoddāna）とは、仏教と他の教え（バラモン教・ヒンドゥー教や六師外道）との区別を明らかにする用語と一般に言われるが、パーリ仏典には、このような術語はみられない。
上座部仏教においては、代わって三相（諸行無常,一切行苦,諸法無我）を採用する。

## 内容

### 雑阿含経
雑阿含経においては以下と記載される。

令我知法見法。我當如法知如法觀。時諸比丘語闡陀言。

色無常。受想行識無常。一切行無常。一切法無我。涅槃寂滅。
—雑阿含経（大正新脩大蔵経）

### 大智度論
龍樹の著作といわれる大智度論巻十五では、まだ煩悩を十分に絶つことができないで、有漏道（うろどう）にあって無漏道を得ていない人々が「三種法印」を信ずべきである、として「一切有為生法無常等印」・「一切法無我印」・「涅槃実法印」の三法印を示している。また巻三十二では「一切有為法無常印」「一切法無我印」「涅槃寂滅印」とよんでいる。

通達無礙者。得佛法印故通達無礙。如得王印則無所留離。問曰。何等是佛法印。

答曰。佛法印有三種。一者一切有爲法。念念生滅皆無常。二者一切法無我。三者寂滅涅槃。
以是故佛説三法爲法印。所謂一切有爲法無常印。一切法無我印。涅槃寂滅印。
—大智度論（大正新脩大蔵経） 

### 仏教詩人マートリチェータの説
２世紀ごろの仏教詩人マートリチェータは自作中において"dharmamudrã trilakṣaṇā"という表現で三つの教えを表した。それは以下の通り。
1. Sarva-dharmā anātmanaḥ[11] - 一切の法は無我である。
2. Kṣaṇikaṃ sarva-saṃskṛtam[11] - 一切の作られたものは刹那（滅）である。
3. Śāntaṃ nirvāṇam[11] - 涅槃は寂静である。

マートリチェータはこれらを「eṣa dharmamudrã trilakṣaṇā」（これが『三法印』である）としている。

## 三法印と大乗仏教
中村元は、三法印は部派仏教のものであり、それに対して、大乗仏教は諸法の実相を説く「実相印」を標幟とするとしている。大乗仏教では部派仏教の三法印とは別に、諸法実相の「一法印」がよく説かれるとされる。中村は実相印を第四の印としている。なお、諸法実相が意味する内容は諸宗派の教学によって異なる。中村は、龍樹（ナーガールジュナ）は三法印のほかに別の法印を立てなかったとしている。袴谷憲昭はエジャートンの『Buddhist Hybrid Sanskrit Dictionary』には“dharmamudrā”の用例が三つしか挙げられておらず、すべて梵文の法華経によるものであると指摘している。また袴谷は、坂本幸男による「小乗教は三法印、大乗は諸法実相印。」という言明について、天台宗の智顗の所説に依っていることを推測している。